# Автошлях E001
Європейський маршрут E001 — європейський автомобільний маршрут категорії Б, що проходить через Грузію та Вірменію і з'єднує міста Марнеулі і Ванадзор.

## Маршрут
- Грузія
  -  Марнеулі
  - Садахло
- Вірменія
  -  Մ 6 Баграташен
  - Ванадзор